# Amt Thülen
Das Amt Thülen war ein Amt im Kreis Brilon im östlichen Sauerland. Dem Amt gehörten die Gemeinden Bontkirchen, Hoppecke, Messinghausen, Madfeld, Nehden, Nieder- und Oberalme, Radlinghausen, Rixen, Rösenbeck, Scharfenberg, Thülen und Wülfte an. Verwaltungssitze waren Thülen und Brilon.

## Geschichte
Das Amt Thülen wurde am 8. März 1826 gegründet und löste die Schultheißbezirke ab. Es wurde zunächst Vereinigte Kirchspiele Alme und Thülen genannt und umfasste neben den namensgebenden Kirchspielen Alme (mit den Gemeinden Nieder- und Oberalme) und Thülen (mit den Gemeinden Hoppecke, Messinghausen, Nehden, Radlinghausen, Rösenbeck und Thülen) die Pfarreien Madfeld und Bontkirchen. Im Jahr 1837 kamen Rixen, Scharfenberg und Wülfte aus der Bürgermeisterei Brilon hinzu. Am 31. Oktober 1841 wurde es in Amt Thülen umbenannt. Am 24. September 1851 ordnete der Briloner Landrat die Verlegung des Amtssitzes nach Brilon an. Am 19. März 1856 gelang es dem Grafen von Bocholtz zu Alme, seine Gutsgemeinde Alme als amtsangehörige Gemeinde auszugliedern, 1928 wurde diese mit den Gemeinden Nieder- und Oberalme zur Gemeinde Alme vereinigt.
Im Jahr 1956 lag der Anteil der Land- und Forstwirtschaft im Amt Thülen bei 27 %. Die Industrie und das Handwerk hatte einen Anteil von 35 %. Im Jahr 1961 hatte es 8.518 Einwohner; 1968 waren es insgesamt 9.277. Die Fläche betrug 117,25 Quadratkilometer.
Das Amt Thülen wurde gemäß dem Sauerland/Paderborn-Gesetz zum 1. Januar 1975 aufgelöst und ging in der Stadt Brilon auf. Die Akten und Urkunden werden im Stadtarchiv Brilon aufbewahrt. Bis heute wird der Verwaltungssitz der Stadt Brilon Amt Thülen genannt.

## Wappen
| Wappen des ehemaligen Amtes Thülen | Blasonierung In Gold eine schwarze schräg gestellte Saufeder. Beschreibung Bei willkürlicher Farbwahl ist Grundlage für dieses Wappen der Schild der Herren von Thülen, der in dieser Form erstmals auf einem Siegel aus dem Jahr 1369 nachweisbar ist. Die amtliche Genehmigung erfolgte am 10. Mai 1939. |